# Amos Hochstein
 (novembre 2017).
Si vous disposez d'ouvrages ou d'articles de référence ou si vous connaissez des sites web de qualité traitant du thème abordé ici, merci de compléter l'article en donnant les références utiles à sa vérifiabilité et en les liant à la section « Notes et références ».
Amos J. Hochstein, né en Israël le 4 janvier 1973, est un diplomate américain. Il est envoyé spécial et coordinateur des affaires énergétiques internationales entre 2014 et 2017 sous la présidence de Barack Obama puis conseiller en sécurité énergétique du président Joe Biden depuis 2021.

## Biographie
Amos Hochstein a commencé sa carrière à Washington D.C. Il a occupé divers postes de haut niveau, notamment le poste de conseiller politique principal auprès du Comité des affaires étrangères de la Chambre des représentants des États-Unis.